# Malenska vas
Malenska vas este o localitate din comuna Mirna Peč, Slovenia, cu o populație de 72 de locuitori.